# Хорка (Попрад)
Хорка (слч. Hôrka) насељено је мјесто са административним статусом сеоске општине (слч. obec) у округу Попрад, у Прешовском крају, Словачка Република.

## Становништво
| Година:    | 1994. | 2004.    | 2014.    | 2024.    |
| ---------- | ----- | -------- | -------- | -------- |
| Број људи: | 1254  | 1557     | 1884     | 2155     |
| Разлика:   |       | +24,16 % | +21,00 % | +14,38 % |

| Година:    | 2023. | 2024.   |
| ---------- | ----- | ------- |
| Број људи: | 2158  | 2155    |
| Разлика:   |       | -0,13 % |

Према подацима о броју становника из 2011. године насеље је имало 1.798 становника.